# Isla Mukawwa
La isla Mukawwa (en árabe: جزيرة مكوى‎) es una pequeña isla costera del mar Rojo. Pertenece a Egipto y puede encontrarse en la entrada norte de la bahía Inmunda. Pertenece a un grupo de pequeñas islas que cubren la bahía Imnunda incluyendo la isla Rocosa y la isla de San Juan. Se cree que fue una vez parte del Egipto continental y conectaba a través de Ras Banas, sin embargo se separó de aquí bien por erosión o bien por aumento del nivel del mar.